# Magika De Czar
Magika De Czar (z ang. Magica De Spell) – postać fikcyjna, kaczka występująca w świecie Kaczora Donalda. Twórcą postaci jest Carl Barks, jej debiut komiksowy miał miejsce w grudniu 1961 w komiksie „The Midas Touch”, czyli „Dotyk Midasa”. Oprócz występów w komiksach Magika zaliczyła także kilka występów w serialu animowanym Kacze opowieści; w pierwszej polskiej wersji językowej (z lat 90.) przemawiała głosem Miriam Aleksandrowicz. W pierwszej, polskiej wersji tego serialu (z lektorem), nazywała się Magika De Urok
Magika jest złą wiedźmą, mieszka w małym domku, zbudowanym przez jej przodkinię, na zboczu Wezuwiusza. Jest śmiertelnym wrogiem Sknerusa McKwacza. Pragnie zdobyć jego Pierwszą Dziesięciocentówkę, aby za pomocą czarów przetopić ją w ogniu wulkanu na medalion, który przyniesie jej niezmierzone bogactwo. Według Magiki medalion zrobiony z pierwszych monet 100 największych multimiliarderów na świecie obdarza swego właściciela „dotykiem Midasa”, czyli zamieniania w złoto wszystkiego.
Ma już 99 takich monet.
Brakuje jej tylko 10 - centówki Mc Kwacza.
Nie znosi czosnku. Ma kuzynkę, Jagikę, która jest dobrą wróżką (białą czarownicą).
Zwierzęciem Magiki jest kruk Edgar (oryg. Ratface). Zadebiutował on w historyjce The Unsafe Safe w 1962 roku. Edgar zazwyczaj jest postacią drugoplanową. Wykonuje dla Magiki rozmaite czynności typu szukanie magicznych ksiąg czy zdobywanie składników do zaklęć czarownicy. Często szpieguje Sknerusa. Czasem wypowiada zdania, częściej jednak jego jedynym słowem jest „Kra!”. Chociaż jest ślamazarny i niezdarny, jego właścicielka potrafi oddać za niego Pierwszą Dziesięciocentówkę, kolejny raz pogrążając się w przegranej. Innymi pomocnikami czarownicy są Kwaczelf i Gapuś, lecz na razie obaj wystąpili tylko w jednym komiksie.
Czasami we włoskich komiksach Magika ma wykształconą pomocnicę-przyjaciółkę o imieniu Roberta (w pierwszych publikacjach jako Kuglara McMacher i Kwabrina), która wystąpiła dotychczas w 22 komiksach, w tym w 4 wydanych w Polsce. Roberta pomaga Magice w opracowywaniu planów zdobycia szczęśliwej dziesięciocentówki Sknerusa.